# Nämnden för energiproduktionsforskning
Nämnden för Energiproduktionsforskning (NE)  var ett centralt svenskt ämbetsverk som inrättades den 1 juli 1975 för att i första hand genomföra programmet produktion och tillförsel inom de av riksdagen beslutade energiforskningsprogrammen. 

## Uppgifter
Enligt sin instruktion skulle NE följa utvecklingen, ta initiativ till, planlägga, samordna och låta genomföra tekniskt och industriellt forskning och utvecklingsarbete. Myndigheten övertog därmed också uppgifter rörande energifrågor från Styrelsen för teknisk utveckling kring det statliga stödet till   internationella och  bilaterala samarbeten kring dessa.

## Genomförande
NE:s verksamhet drevs uppdelad på flera olika områden som vindkraft, vågkraft, bioenergi, solenergi, stenkolsteknik och torv. Stor vikt lades vid planering, som generellt genomfördes i samråd med extern expertis och avkastade några reserapporter och ett stort antal ”Planeringsrapporter” som grund för insatsplaner. Resultaten redovisades senare i serien ”Resultatrapporter”, till exempel en från 1983 av Bengt Gustafsson och Björn Kjellström.
NE:s uppgifter övergick 1983 till Statens energiverk som inrättades till den centrala förvaltningsmyndigheten med  det samlade ansvaret för att administrera den svenska energipolitiken.

## Förvaltningschefer
- 1975–1981: Lars Rey
- 1981–1983: Leif Brandels